# Saint-Bonnet-le-Bourg
Saint-Bonnet-le-Bourg is een gemeente in het Franse departement Puy-de-Dôme (regio Auvergne-Rhône-Alpes) en telt 126 inwoners (1999). De plaats maakt deel uit van het arrondissement Ambert.

## Geografie
De oppervlakte van Saint-Bonnet-le-Bourg bedraagt 19,9 km², de bevolkingsdichtheid is 6,3 inwoners per km².
De onderstaande kaart toont de ligging van Saint-Bonnet-le-Bourg met de belangrijkste infrastructuur en aangrenzende gemeenten.

## Demografie
Onderstaande figuur toont het verloop van het inwonertal (bron: INSEE-tellingen).